# Richard Peacock
Richard Peacock (Solihull, 25 de enero de 1986) es un deportista británico que compitió en vela en la clase 49er. Ganó una medalla de plata en el Campeonato Mundial de 49er de 2009.

## Palmarés internacional
| \| Campeonato Mundial \| Campeonato Mundial \| Campeonato Mundial \| Campeonato Mundial \| \| Año \| Lugar \| Medalla \| Clase \| \| ------------------ \| ----------------------- \| ------------------ \| ------------------ \| \| 2009 \| Riva del Garda (Italia) \| Medalla de plata \| 49er \| |                         |                  |       |
| Campeonato Mundial |                         |                  |       |
| Año | Lugar                   | Medalla          | Clase |
| 2009 | Riva del Garda (Italia) | Medalla de plata | 49er  |